# Raphael Dwamena
Raphael Dwamena (Nkawkaw, 12 de setembre de 1995 - Kavajë, 11 de novembre de 2023) fou un futbolista ghanès. Jugava de davanter

## Trajectòria
Es va formar al planter del Red Bull Salzburg, amb el qual mai va arribar a debutar perquè va estar dues temporades cedit al FC Liefering per a després fitxar per l'Àustria Lustenau.
Durant la temporada 2017-18 juga a les files del Zürich, en el qual va materialitzar 25 gols en 56 partits disputats.
L'estiu de 2018 va signar fins al 2022 amb el Llevant UE, club al qual va arribar amb el distintiu de ser la major inversió realitzada per un futbolista en el Llevant després del pagament de 6'2 milions d'euros.
El juliol de 2019, després de completar una temporada discreta a primera divisió, el davanter ghanès va ser cedit al Reial Saragossa de la Segona Divisió d'Espanya durant una temporada sense opció a compra, tindria un salari de 600.000 euros bruts, la qual cosa el convertiria de llarg en el millor pagat de la plantilla.
El 2017 se li va detectar un problema cardíac que li dificultaria la pràctica del futbol, però li va trobar remei i va continuar jugant. No obstant això, després de nous reconeixements realitzats a l'octubre de 2019, els metges li van recomanar la retirada immediata.
Després de recuperar-se d'aquest problema, a l'agost de 2020 va signar amb el Vejle Boldklub danès, però finalment fou apartat del club perquè el seguiment mèdic al qual va ser sotmès així ho va dictar.
El 25 de juny de 2021 va fitxar pel FC Blau-Weiß Linz austríac. Mentre que estava de suplent en el partit de Copa contra el TSV Hartberg, va sofrir un altre esvaïment. Malgrat que dies després el ghanès va insistir a seguir la seva carrera professional, l'equip va rescindir el seu contracte en l'aturada hivernal.

## Internacional
Ha estat internacional amb la selecció de futbol de Ghana en vuit ocasions.

## Mort
L'11 de novembre de 2023, Dwamena va tornar a col·lapsar-se al camp al minut 23 de la primera meitat del partit de la ronda 13 entre Egnatia i Partizani a la Categoria Superiore. Va patir una aturada cardíaca i va morir de camí a l'hospital Kavajë. Després de la seva mort, tots els esdeveniments esportius a Albània van ser ajornats o suspesos.